# アレクセイ・カレージン
- アレクセイ・カレーディン
- アレクセイ・カレディン
- アレクセイ・カレヂン

アレクセイ・マクシーモヴィチ・カレージン（ロシア語:Алексѣ́й Макси́мовичъ Кале́динъアリクスィェーイ・マクスィーマヴィチュ・カリェーヂン、1861年10月12日 - 1918年1月29日）は、ロシア帝国出身の軍指揮官、騎兵大将である。白軍の中でも最も著名な指揮官のひとりで、ドン・コサック軍のアタマンを務めた。正教徒。

## 概要

### 初期
コサックのM・D・カレージンの曾孫、陸軍少佐V・M・カレージンの孫、コサック軍長老のM・V・カレージンの子息として、1861年10月12日、ドン軍管州・ウスチ＝ホピョールスカヤ本営・カレージン村に生まれた。
ウスチ＝メドヴェージツカヤ模範ギムナージヤで教育を受けた。その後、ヴォローネシュ軍事ギムナージヤに転校した。同校は、のちにミハイロフスキイ幼年学校に改称した。第2コンスタンチーノフスコエ砲術学校とミハイロフスキイ砲術学校を卒業した。参謀本部ニコライ海軍アカデミーを第1級で卒業し、参謀本部に入った。
1879年9月1日からロシア帝国軍において将校として勤務を始め、十月革命の起こる1917年10月25日まで軍に在籍した。職歴書には、「ザバイカル・コサック軍騎馬砲兵中隊出身の将校。1879年9月1日より勤務に入る」と書かれていた。

### 軍での勤務
1879年8月にはコサック少尉となり、1879年9月1日から騎馬砲兵コサック中隊小隊長を務めた。1882年8月7日には、コサック中尉に昇進した。同年4月10日にはコサック2等大尉に昇進し、同年9月26日からは参謀本部2等大尉となった。同年11月26日からは、第6歩兵師団司令部上級副官に任官した。1890年には、法定の1 年間の指揮として騎兵中隊長を務めた。
1891年4月21日には、参謀本部少佐に昇進した。1892年4月27日には、第5陸軍軍団司令部委任尉官となった。同年10月12日からは、ワルシャワ軍管区司令部上級副官補佐を務めた。1895年7月14日にはドン軍軍司令部上級副官となり、同年12月6日付けで参謀本部中佐に昇進した。1897年には、聖アンナ3等勲章を受章した。
1899年12月6日には、参謀本部大佐に昇進した。1900年4月5日からは、第64歩兵予備旅団指揮佐官を務めた。1902年には、聖スタニスラフ2等勲章を受章した。1903年7月25日からは、ノヴォチェルカースク・コサック士官学校長に就任した。1906年8月25日には校長を退職して、1910年までドン・コサック軍副長に任官した。
1907年5月31日付けで参謀本部少将となった。1910年6月9日からは、第11騎兵師団第2旅団長を務めた。1912年10月には、第12騎兵師団長に就任した。

### 第一次世界大戦
第一次世界大戦では、引き続き第12騎兵師団を指揮してガリツィアの戦いをはじめとする多くの軍事作戦や戦闘に参加した。1914年には、参謀本部中将に昇進した。同年10月12日にグニラーヤ・リーパ川沿いのルダー村で発生した戦闘における功績に対し、聖大致命者凱旋者ゲオルギイ4等勲章が授章された。
隊つき指揮官として、カレージンは入念さと勇気で秀でていた。A・I・デニーキン将軍は、カレージンは戦場へ軍隊を送るのではなく、自らそこへ率いていったと言及している。しかしながら、それゆえに戦場で重傷を負い、1915年2月16日付けで第12騎兵師団長を退任することになった。
1915年8月には歩兵大将となり、第12陸軍軍団長に就任した。1915年9月12日にカールシュにて発生した戦闘における功績に対し、聖大致命者凱旋者ゲオルギイ3等勲章が授与された。1916年4月からは、第8軍司令官を務めた。
軍指揮官としての彼の有能さは、1916年5月のブルシーロフ攻勢でも発揮された。カレージン将軍の軍はオーストリア＝ハンガリー帝国の第4オーストリア軍を粉砕し、9 日のあいだに70 ヴェルスタの距離を前進したのである。
ロシア革命後の1917年5月5日からは、最高総司令官予備役となった。

### ドンのアタマン
二月革命には、カレージンは否定的な態度を取った。A・A・ブルシーロフは、カレージンは「心を失い、時代の精神を理解していない」と分析している。カレージンは臨時政府の動員解除命令の遂行を拒否して軍司令官を解任され、新たな地位は与えられなかった。1917年春、故郷のドン地方へ戻り、5月末にノヴォチェルカースクにてドン軍総会に参加した。コサック共同体の説得に折れて、軍のアタマンへの選出に合意した。
1917年6月18日には、ドン・コサック軍の総会にてドン軍のアタマンに選出された。コサック社会では元来アタマンは選任性であったが、1709年にピョートル1世にそれを禁止されて以来、カレージンはドン軍最初の選出アタマンとなった。新しいドンのアタマンは、自身の状況を自覚して次のように言及した。「自分は純粋な軍人の名声とともにドンへ戻ってきたが、恐らくは呪詛とともに去ることになるだろう。」
1917年8月14日、モスクワ国家会議での演説において、戦争を勝利のうちに終わらせるためには軍を政治の外におくべきであるということが要求され、軍部隊での会合や集会が禁止され、全ソヴィエトや連隊以上の委員会は廃止、一方で残る権限は運営上の問題に限定し、その義務である決定手段によって、前線および後方において規律を提起することを宣言する兵士の権利の宣言が加えられた。カレージンは、8月のコルニーロフの示威行動を支持した。1917年9月1日、軍事大臣A・I・ヴェルホーフスキイはカレージンの逮捕を命令したが、軍政府はこれを拒否した。9月4日には、軍政府のカレージンに対する「保証」を条件に、A・F・ケーレンスキイ首相は逮捕命令を撤回した。

### ボリシェヴィキとの戦い
十月革命が勃発した1917年10月25日、カレージンはボリシェヴィキによる権力奪回は犯罪的であるという呼び掛けを以って行動に出た。彼はまた、ロシアに合法的な権力が復興されるまで、軍政府はドン軍管州における全権を持つと宣言した。10月27日、州は戦時体制に入ったと宣言し、ボリシェヴィキとの戦闘組織のためノヴォチェルカースクへ臨時政府とロシア共和国臨時評議会のメンバーを招聘した。また、ドン、クバーニ、テーレクの各コサック軍の同盟を目指すとともに、反ボリシェヴィキのウクライナ中央ラーダとの連絡を取った。11月2日には、ドン地方へ元ロシア軍総司令官のM・V・アレクセーエフ将軍が到着し、「アレクセーエフの組織」という名称の下、ノヴォチェルカースクに参謀本部を開いた。カレージンは、「ロシア将校のための避難所を与えて欲しい」という彼の請願に同情的に接したが、コサック軍の臨時政府に対する極めてネガティヴな雰囲気を考慮に入れ、アレクセーエフに1 週間以上はノヴォチェルカースクへ留まらないでほしいと頼んだ。一方、11月から12月にかけては、ウクライナ中央ラーダの軍事書記長であるS・V・ペトリューラと会談を持ち、西部の前線にあったドン・コサック軍部隊がドン地方へ戻るためにウクライナの領土を通過する際の条件について話し合われた。
1917年11月26日、ロストフとタガンロークにおける権力がボリシェヴィキに奪取された。カレージンは、彼の言葉によれば、「最初の血を流れ出させることは恐ろしいことだ」と感じられたが、それでも彼は軍事闘争へ乗り出す覚悟を決めた。コサックらは当初戦闘に巻き込まれることを嫌ったので、カレージン将軍はアレクセーエフ将軍へ支援を頼まざるを得なかった。この「アレクセーエフの組織」が12月25日に義勇軍となって合法化されると、カレージン将軍派アレクセーエフ将軍とコルニーロフ将軍とともに三頭体制を敷いた。ドン州の全権はカレージンに属した。
ドンにやって来た社会活動家たちは、政治的策動が遅々として進まないことについてドン政府を非難した。しかしながら、アレクセーエフが証言するような、「ボリシェヴィズムの理想がコサックの中に幅広く信奉者を獲得し」、なおかつそれら信奉者が「ボリシェヴィズムは富裕層、つまりブルジョワジーとインテリゲンツィヤにだけ敵対する方向性を持っていると深く確信されていた」という状況下にあっては、恐らく政府もドンのアタマンも決定力を示すことはできなかったであろう。
ロシア・ソヴィエト共和国がウクライナ人民共和国へ最後通牒を付きつけ、侵攻を開始すると、カレージンは全ドン・コサック軍部隊へ「最も屹然たる支援をウクライナの人々へ、ボリシェヴィズムとの闘争にあるその代表者へ与えよ」と命じた。
恐らくアタマンにとっては唯一の軍事力であったのが、コサック少佐でやがて大佐になったV・M・チェルネツォーフが、その戦死する1918年1月21日まで指揮した、主に学生など若者から編成されたパルチザン隊（ツェルネツォーフツィ）であった。
1918年1月28日、コルニーロフ将軍は義勇軍がクバーニまで行軍すべしとする決定をカレージンに通告した。赤軍が侵攻し、コサック側からの支援が得られない状況下にあっては戦死する危険性が高かった。1月29日、カレージンは政府会合を召集し、そこで義勇軍指導部の決定を知らせ、ドン州のボリシェヴィキからの防衛のための銃剣がわずか147 本しか前線にないということを知らせた。彼はまた、このような状況では自分は軍アタマンの全権を放棄することになると表明した。
その日、カレージンは心臓への銃弾によって自分にけりをつけた。遺書において、彼はアレクセーエフ将軍へ自分の死出の旅について「コサック軍が自分らのアタマンに続くことを拒否したため」と説明した。

## 経歴

### 軍指揮官
- 騎馬砲兵コサック中隊小隊長（1897年9月1日から）
- 騎兵中隊長（1890年、法定の1年間の指揮）
- 第6歩兵師団司令部上級副官（1889年11月26日から）
- 第5陸軍軍団司令部委任尉官（1892年4月27日から）
- ワルシャワ軍管区司令部上級副官補佐（1892年10月12日から）
- ドン軍軍司令部上級副官（1895年7月14日から）
- 第64歩兵予備旅団指揮佐官（1900年4月5日から）
- ノヴォチェルカースク・コサック士官学校長（1903年7月25日から）
- ドン・コサック軍副長（1906年8月25日から）
- 第11騎兵師団第2旅団長（1910年6月9日から）
- 第12騎兵師団長（1912年10月から1915年2月16日、戦場で重傷を負う）
- 第12陸軍軍団長（1915年8月から）
- 第8軍司令官（1916年4月から）
- 最高総司令官予備役（1917年5月5日から）

### 階級
- コサック少尉（1879年8月）
- コサック中尉（1882年8月7日）
- コサック2等大尉（1889年4月10日）
- 参謀本部2等大尉（1889年9月26日）
- 参謀本部少佐（1891年4月21日）
- 参謀本部中佐（1895年12月6日）
- 参謀本部大佐（1899年12月6日）
- 参謀本部少将（1907年5月31日）
- 参謀本部中将（1914年）
- 歩兵大将（1915年8月）

## 家族

### 妻
アレクセイ・カレージンは、スイス系フランス人、マリー・グランジャン（ロシア名マリーヤ・ペトローヴナ）と結婚した。彼女はフランス語地方の出身であったが素晴らしいロシア語を操り、在りし日の大ロシアの愛国者であった。二人のあいだには息子がいたが、11 歳のときトゥーズロフ川で遊泳中に溺れ死んだ。彼の名は現代まで伝わっていない。

### 先祖
アレクセイの曽祖父、マクシーム・ドミートリエヴィチ・カレージンは、ウスチ＝メドヴェージツキイ管区・ウスチ＝ホピョールスカヤ本営のコサックで、ヴァシーリイとセミョーンという2 人の息子を持っていた。彼らは、本営から30 ヴェルスタのツカン川の畔にあったカレージン村に住んでいた。
アレクセイの祖父、ヴァシーリイ・マクシーモヴィチは、アタマン・M・I・プラートフ伯の盟友であった。彼らは、祖国戦争に参加してドンをフランスの手から奪い返したが、1815年、ヴァシーリイは負傷して片方の脚を失った。彼には、マクシーム、プローホル、エメリヤーン、エヴグラーフという4 人の息子と、アンナという娘がいた。
アレクセイの父、マクシーム・ヴァシーリエヴィチはクリミア戦争でのセヴァストーポリ防衛戦の参加者であった。退役後はコサック中佐の位で軍長老となり、ウスチ＝ホピョールスカヤ本営に移住した。そこで、彼はドン川に水車小屋を建てた。ヴァシーリイ、アレクセイ、メレーンチイという3 人の息子と、アンナ、アレクサンドラという2 人の娘を持った。

### 兄弟
アレクセイの長兄、ヴァシーリイ・マクシーモヴィチは、ウスチ＝メドヴェージツカヤ模範ギムナージヤと砲術学校を卒業し、ドン砲兵隊に勤務した。第7ドン・コサック砲兵中隊を指揮し、その後ドン砲兵大隊長に就任した。第一次世界大戦においては第12ドン・コサック連隊を指揮し、ゲオルギー武器を授与された。M・A・ショーロホフの長編小説『静かなドン』では主人公グリゴーリイ・メーリホフが第12ドン・コサック連隊に勤務する様が描かれるが、そこでは連隊長はカレージン大佐であると言及されている。これが、アタマンの長兄、ヴァシーリイ・マクシーモヴィチ・カレージンである。ロシア内戦ではヴァシーリイは陸軍少将となり、P・M・クラスノフ将軍のアタマン政府で内務局長を務めた。
アレクセイの弟、メレーンチイは、1875年に生まれた。ドン幼年学校の4期生で、1893年に卒業した。1895年にはニコライ騎兵学校を卒業し、同年8月12日付けでドン砲兵隊に配属された。士官にまで進級したが、その直後に夭逝した。史料によって死因が異なっており、自殺したとも、落馬して落命したとも書かれている。

### 姉妹
アレクセイの姉妹、アンナはウスチ＝ホピョールスカヤ本営に住み、ナスレードィシェフに嫁いだ。彼女の息子のニコライは、アレクセイの副官を務め、1917年8月から9月にかけての彼のドン地方への移動に同行した。
もうひとりの姉妹、アレクサンドラは織物工場主P・N・シャラーポフの商社のコサックに嫁いだ。そして、フェドセーエフスカヤ本営に住んだ。

## 関連事項
1918年から1920年のあいだ、ノヴォチェルカースクのドン技術学校はアタマン・A・M・カレージンの名を冠していた。